# Castelo de Puymartin
O Château de Puymartin é um castelo erguido no século XIII localizado na comuna de Marquay, no departamento de Dordogne no sudoeste da França.